# Агафангел (Пашковський)
Агафангел (в миру Михайло Іванович Пашковський; нар. 22 листопада 1956, Одеса, Українська РСР, СРСР) — колишній єпископ Таврійський і Одеський Руської православної церкви закордоном, а з листопада 2008 року первоієрарх РПЦЗ(A) з титулом «митрополит Нью-Йоркський і Східно-Американський, архієпископ Таврійський і Одеський».

## Життєпис
Закінчив Одеський педагогічний інститут. 
Чернецтво прийняв 31 серпня 1991 року. 
Висвячений на диякона 1 вересня 1991 р. 
8 вересня 1991 р. у Москві отримав єврейські свячення з рук архиєпископа Лазаря (Журбенка), Російська істинно-православна церква.
Служив в Івано-Франківську та Одесі. 
27 березня 1994 р. у Цареконстянтинівському соборі міста Суздаль рукопокладений на єпископа Сімферопольського. 
З 1996 року — єпископ Сімферопольський і Кримський РІПЦ. Під час розколу в РПЦЗ 2000—2001 рр. спершу підтримав архиєпископа Лазаря (Журбенка), проте на Архиєрейському Соборі 2001 р. підтримав обрання Предстоятелем РПЦЗ Митрополита Лавра (Шкурли) і ввійшов у РПЦЗ(Л). Після цього він очолив РПЦЗ(Л) в Україні з титулом Єпископа Таврійського і Одеського РПЦЗ, керуючого Запорізькою єпархією.
В кінці 2006 року частина духовенства з-під омофора Агафангела перейшла в неканонічну РПЦ.
У грудні 2006 року єпископ Агафангел був звинувачений своїм колишнім кліриком архімандритом Веніаміном (Трепалюком) в роботі на ЦРУ: згідно архімандриту Веніаміну, Агафангел відчуває «антагоністичну ненависть до Росії, до її влади, народу», зате ЦРУ вважає «найгуманнішою організацією в світі», яка «дбає про благо свого народу». Про тісну співпрацю єпископа Агафангела з американськими спецслужбами заявляв і голова Союзу православних громадян України Валерій Кауров.